# Pokal Nogometne zveze Slovenije 1998-1999
La Pokal Nogometne zveze Slovenije 1998./99. (in lingua italiana: Coppa della federazione calcistica slovena 1998-99) fu la ottava edizione della coppa nazionale di calcio della Repubblica di Slovenia.
Vi parteciparono tutte le squadre slovene. Nei primi turni si sfidarono le squadre minori, quelle nelle associazioni inter-comunali (MNZ, "Medobčinske nogometne zveze"), fino ad arrivare alla fase finale, con l'entrata dei club della 1. SNL 1997-1998, dai sedicesimi di finale in poi.
A vincere fu il Maribor, al suo quarto titolo nella competizione.

Avendo i viola conquistato anche il campionato, l'accesso alla Coppa UEFA 1999-2000 andò alla finalista sconfitta, la Olimpia Lubiana.

## Partecipanti
Le 10 squadre della 1. SNL 1997-1998 sono ammesse di diritto. Gli altri 22 posti sono stati assegnati attraverso le coppe inter-comunali.
| Ammesse di diritto | Coppe inter–comunali | Coppe inter–comunali | Coppe inter–comunali  | Coppe inter–comunali |
| Ammesse di diritto | Associazione         | Squadre              | Squadre               | Squadre              |
| --- | -------------------- | -------------------- | --------------------- | -------------------- |
| - Beltinci - Celje - Gorica - Korotan Prevalje - Maribor - Mura - Olimpia Lubiana - Primorje - Rudar Velenje - Slavija Vevče | MNZ Lubiana          | Ivančna Gorica       | Kolpa                 | Domžale              |
| - Beltinci - Celje - Gorica - Korotan Prevalje - Maribor - Mura - Olimpia Lubiana - Primorje - Rudar Velenje - Slavija Vevče | MNZ Maribor          | Pobrežje             | Paloma                | Rogoza               |
| - Beltinci - Celje - Gorica - Korotan Prevalje - Maribor - Mura - Olimpia Lubiana - Primorje - Rudar Velenje - Slavija Vevče | MNZ Celje            | Šoštanj              | Šmartno ob Paki       |                      |
| - Beltinci - Celje - Gorica - Korotan Prevalje - Maribor - Mura - Olimpia Lubiana - Primorje - Rudar Velenje - Slavija Vevče | MNZ Capodistria      | Tabor Sežana         | Jadran Hrpelje-Kozina |                      |
| - Beltinci - Celje - Gorica - Korotan Prevalje - Maribor - Mura - Olimpia Lubiana - Primorje - Rudar Velenje - Slavija Vevče | MNZ Nova Gorica      | Renče                | Brda                  |                      |
| - Beltinci - Celje - Gorica - Korotan Prevalje - Maribor - Mura - Olimpia Lubiana - Primorje - Rudar Velenje - Slavija Vevče | MNZ Murska Sobota    | Beltinci             | Goričanka Rogašovci   | Ižakovci             |
| - Beltinci - Celje - Gorica - Korotan Prevalje - Maribor - Mura - Olimpia Lubiana - Primorje - Rudar Velenje - Slavija Vevče | MNZ Lendava          | Nafta                | Turnišče              |                      |
| - Beltinci - Celje - Gorica - Korotan Prevalje - Maribor - Mura - Olimpia Lubiana - Primorje - Rudar Velenje - Slavija Vevče | MNZ Goreniska-Kranj  | Triglav              | Kranj                 |                      |
| - Beltinci - Celje - Gorica - Korotan Prevalje - Maribor - Mura - Olimpia Lubiana - Primorje - Rudar Velenje - Slavija Vevče | MNZ Ptuj             | Drava Ptuj           | Aluminij              | Dornava              |

## Sedicesimi di finale
| Squadra 1             | Risultato   | Squadra 2        |
| --------------------- | ----------- | ---------------- |
| Šmartno ob Paki       | 2 – 0       | Korotan Prevalje |
| Rogoza                | 2 – 4       | Beltinci         |
| Slavija Vevče         | 0 – 1       | Olimpia Lubiana  |
| Jadran Hrpelje-Kozina | 0 – 3       | Maribor          |
| Pobrežje              | 0 – 4       | Primorje         |
| Kolpa                 | 3 – 4 (dts) | Rudar Velenje    |
| Ivančna Gorica        | 0 – 2       | Triglav          |
| Celje                 | 1 – 0       | Domžale          |
| Ižakovci              | 0 – 6       | Nafta            |
| Aluminij              | 2 – 0       | Brda             |
| Tabor Sežana          | 6 – 0       | Turnišče         |
| Kranj                 | 1 – 3       | Renče            |
| Drava Ptuj            | 0 – 1       | Paloma           |
| Goričanka Rogašovci   | 3 – 0       | Dornava          |
| Gorica                | 2 – 3       | Mura             |
| Veržej                | 5 – 3 (dts) | Šoštanj          |

## Ottavi di finale
| Squadra 1           | Risultato   | Squadra 2       |
| ------------------- | ----------- | --------------- |
| Tabor Sežana        | 1 – 2       | Maribor         |
| Goričanka Rogašovci | 0 – 6       | Olimpia Lubiana |
| Renče               | 1 – 0       | Celje           |
| Triglav             | 1 – 2       | Rudar Velenje   |
| Mura                | 5 – 2       | Beltinci        |
| Veržej              | 0 – 7       | Paloma          |
| Aluminij            | 0 – 2 (dts) | Nafta           |
| Šmartno ob Paki     | 4 – 2 (dts) | Primorje        |

## Quarti di finale
| Squadra 1       | Totale | Squadra 2       | Andata | Ritorno |
| --------------- | ------ | --------------- | ------ | ------- |
| Nafta           | 1 – 4  | Mura            | 0 – 3  | 1 – 1   |
| Maribor         | 3 – 2  | Rudar Velenje   | 1 – 0  | 2 – 2   |
| Šmartno ob Paki | 5 – 1  | Paloma          | 3 – 0  | 2 – 1   |
| Renče           | 1 – 8  | Olimpia Lubiana | 1 – 2  | 0 – 6   |

## Semifinali
| Squadra 1       | Totale | Squadra 2       | Andata | Ritorno |
| --------------- | ------ | --------------- | ------ | ------- |
| Olimpia Lubiana | 2 – 1  | Šmartno ob Paki | 1 – 1  | 1 – 0   |
| Maribor         | 5 – 2  | Mura            | 3 – 1  | 2 – 1   |

## Finale
| Squadra 1       | Totale | Squadra 2 | Andata | Ritorno |
| --------------- | ------ | --------- | ------ | ------- |
| Olimpia Lubiana | 2 – 5  | Maribor   | 2 – 3  | 0 – 2   |

### Andata
| Arbitro: | Drago Kos (Prevalje) |

|                                  |           |                               |
| Pejković 47’ (rig.) Čaušević 52’ | Marcatori | 61’ Djuranovič 65’, 83’ Bozgo |

### Ritorno
| Arbitro: | Matjaž Bohinc (Poljane) |

|                         |           |  |
| Filipović 38’ Jolič 82’ | Marcatori |  |